# Alena Steam Products Company
Alena Steam Products Company war ein US-amerikanischer Hersteller von Automobilen.

## Unternehmensgeschichte
Das Unternehmen hatte seinen Sitz in Indianapolis in Indiana. Ursprünglich stellte es Nutzfahrzeuge und Traktoren her. 1922 begann zusätzlich die Produktion von Personenkraftwagen, die allerdings im gleichen Jahr wieder endete. Der Markenname lautete Alena. Insgesamt entstanden zwei Pkw. 1923 wurde auch die Nutzfahrzeugproduktion aufgegeben und das Unternehmen aufgelöst.

## Pkw
Die Fahrzeuge hatten einen Zweizylindermotor. Eine Quelle meint, es sei ein Dampfmotor gewesen. Eine andere Quelle nennt 1885 cm³ Hubraum, was für einen Ottomotor spricht. Das Fahrgestell hatte 320 cm Radstand. Darauf wurde eine offene Tourenwagenkarosserie montiert.